# Briejtowo
Briejtowo (ros. Брейтово) – wieś (sieło) w Rosji, w obwodzie jarosławskim, ośrodek administracyjny rejonu briejtowskiego. W 2010 liczyła 3308 mieszkańców.